# Faktisches Vertragsverhältnis
Nach der Lehre vom faktischen Vertragsverhältnis kann ein Vertragsverhältnis in bestimmten Bereichen des Rechtsverkehrs schon dadurch zustande kommen, dass eine tatsächlich zur Verfügung gestellte Leistung durch einen Anderen tatsächlich in Anspruch genommen wird. Das bedeutet, dass ein Vertragsverhältnis unabhängig vom Willen der Beteiligten unter Umgehung der üblichen Voraussetzungen – Angebot und Annahme – zustande kommen soll.
Das faktische Vertragsverhältnis soll den Bedingungen der modernen Gesellschaft gerecht werden, indem in denjenigen Bereichen, in denen typischerweise eine ausdrückliche Willenserklärung fehlt, schon das tatsächliche Verhalten zum Vertragsschluss ausreicht (Stichwort: sozialtypisches Verhalten). Deshalb soll ein solches Vertragsverhältnis auch nur im Bereich (1) der „Daseinsvorsorge“ und (2) des „Massenverkehrs“ zustande kommen können. In diesen Fällen ersetzt die faktische Inanspruchnahme der Leistung die Willenserklärung des Nutzers. Bestrebungen, mittels des faktischen Vertrages, fehlerhafte Rechtsverhältnisse aufzulösen, gab es in der Rechtsprechung des BGH im Bereich des Gesellschaftsrechts und des BAG im Bereich des Arbeitsrechts mit der Folge, dass die häufig kaum mehr feststellbaren Vermögensverschiebungen zur Unwirksamkeit – nicht rückwirkend, sondern nur für die Zukunft – geltend gemacht werden konnten.
Die Lehre vom faktischen Vertragsverhältnis ist massiver Kritik ausgesetzt und wird heute im Wesentlichen abgelehnt. Sie richtet sich im Wesentlichen darauf, dass sie ohne Not die allgemeinen Regeln des Vertragsrechts missachtet: 
(1) Im Regelfall liegt in den Fallgruppen, in denen ein faktisches Vertragsverhältnis zustande kommen soll, schon eine konkludente Willenserklärung auf Abschluss des Vertrags vor. Wenngleich oft sehr verkürzt (Umsteigen in der Bahn, Bedienung des Automaten), ist die Willenserklärung im Handeln erkennbar und für die Annahme eines „klassischen Vertragsschlusses“, notfalls ohne Annahme der Erklärung gegenüber dem Antragenden (über § 151 BGB) hinreichend. 
(2) In den Fällen, in denen die Partei, die die Leistung in Anspruch nimmt, erklärt, sie wolle keinen Vertrag abschließen, ist diese Erklärung aufgrund der Regel von der Unbeachtlichkeit der protestatio facto contraria gemäß § 242 BGB irrelevant.